# Graffiti Soul
Graffiti Soul är ett Simple Minds-album utgivet i maj 2009 "Rockets" och "Stars will lead the way" släpptes som singlar.
30 maj spelade Simple Minds på Växjö Festival och 23 november 2009 i Stockholm i Solnahallen.

## Låtlista[1]
1. Moscow Underground 5:01
2. Rockets 4:36
3. Stars Will Lead The Way 3:26
4. Light Travels 4:12
5. Kiss And Fly 5:01
6. Graffiti Soul 4:48
7. Blood Type O 3:49
8. This Is It 4:52
9. Shadows And Light (Bonus-Låt) 2:50

Det släpptes även en bonus cd med deluxe-utgåvan: "Searching for the Lost Boys" som innehåller coverlåtar: 
1. Rockin' In The Free World (Neil Young) 4:17
2. A Song From Under The Floorboards (Magazine) 4:39
3. Christine (Siouxsie And The Banshees) 3:13
4. (Get A) Grip (On Yourself) (The Stranglers) 3:53
5. Let The Day Begin (The Call) 3:02
6. Peace, Love And Understanding (Nick Lowe) 3:34
7. Teardrop (Massive Attack) 5:33
8. Whiskey In The Jar (Thin Lizzy) 4:00
9. Sloop John B (The Beach Boys) 4:35

## Musiker[1]
- Jim Kerr: sång
- Charles Burchill: gitarr, synt
- Mel Gaynor: trummor
- Eddie Duffy: bas